# Championnat de Nouvelle-Zélande de football 2007-2008
Navigation
Saison précédente Saison suivante
La saison 2007-2008 du Championnat de Nouvelle-Zélande de football est la trente-neuvième édition du championnat de première division en Nouvelle-Zélande et la 4e édition du New Zealand Football Championship. La NZFC regroupe les huit clubs du pays au sein d'une poule unique, où ils s'affrontent trois fois au cours de la saison. À la fin de la compétition, les trois premiers du classement disputent la phase finale pour le titre. Le championnat fonctionne avec un système de franchises, comme en Australie ou en Major League Soccer ; il n'y a donc ni promotion, ni relégation en fin de saison.
C'est le club de Waitakere United qui remporte le titre après avoir battu lors de la finale nationale Auckland City FC, tenant du titre, après avoir terminé en tête du classement à l'issue de la saison régulière. C'est le tout premier titre de champion de Nouvelle-Zélande de l'histoire du club.
Deux places qualificatives pour la Ligue des champions sont attribuées : une pour le premier du classement à l'issue de la saison régulière et une pour le vainqueur de la finale nationale. Comme le Waitakere United termine en tête du classement puis remporte la finale nationale, c'est le deuxième du classement, Auckland City FC, qui reçoit son billet pour la Ligue des champions.

## Les clubs participants
| - Auckland City FC - Waitakere United - Team Wellington - Canterbury United | - Hawke's Bay United - Otago United - YoungHeart Manawatu - Waikato FC |

## Compétition

### Première phase

#### Classement
Le barème utilisé pour établir le classement est le suivant :
- Victoire : 3 points
- Match nul : 1 point
- Défaite : 0 point

| Rang | Équipe              | Pts | J  | G  | N | P  | Bp | Bc | Diff |
| ---- | ------------------- | --- | -- | -- | - | -- | -- | -- | ---- |
| 1    | Waitakere United    | 51  | 21 | 16 | 3 | 2  | 51 | 14 | +37  |
| 2    | Auckland City FC T  | 50  | 21 | 16 | 2 | 3  | 44 | 16 | +28  |
| 3    | Team Wellington     | 47  | 21 | 15 | 2 | 4  | 51 | 21 | +30  |
| 4    | Hawke's Bay United  | 29  | 21 | 8  | 5 | 8  | 29 | 33 | -4   |
| 5    | Waikato FC          | 20  | 21 | 5  | 5 | 11 | 24 | 34 | -10  |
| 6    | YoungHeart Manawatu | 17  | 21 | 5  | 2 | 14 | 32 | 57 | -25  |
| 7    | Otago United        | 13  | 21 | 3  | 4 | 14 | 13 | 43 | -30  |
| 8    | Canterbury United   | 12  | 21 | 3  | 3 | 15 | 22 | 48 | -26  |

|  | Qualification pour la Ligue des champions 2008-2009 et la phase finale |
|  | Qualification pour la phase finale                                     |
|  | T : Tenant du titre                                                    |

### Phase finale

#### Tableau
|  | Demi-finale | Demi-finale      | Demi-finale |  |  | Finale | Finale           | Finale |
|  |             |                  |             |  |  |        |                  |        |
|  |             |                  |             |  |  | 1      | Waitakere United | 2      |
|  | 2           | Auckland City FC | 3           |  |  | 3      | Team Wellington  | 0      |
|  | 3           | Team Wellington  | 4           |  |  |        |                  |        |

#### Demi-finales
| Équipe 1         | Résultat | Équipe 2        |
| ---------------- | -------- | --------------- |
| Auckland City FC | 3 - 4    | Team Wellington |

#### Finale
| Équipe 1         | Résultat | Équipe 2        |
| ---------------- | -------- | --------------- |
| Waitakere United | 2 - 0    | Team Wellington |

## Bilan de la saison
| Championnat de Nouvelle-Zélande de football 2007-2008 |                              |
| Champion                                              | Waitakere United (1er titre) |
| Qualifications continentales                          |                              |
| Ligue des champions de l'OFC 2008-2009                | Waitakere United             |
| Ligue des champions de l'OFC 2008-2009                | Auckland City FC             |